# Anton Leonard
Anton Leonard (Durban, 31 maggio 1974) è un ex rugbista a 15 e allenatore di rugby a 15 sudafricano, a lungo terza linea centro dei Bulls e dal 2019 allenatore della rimessa laterale dei Bulls in Super Rugby.

## Biografia
Professionista negli Stormers, arrivò relativamente tardi alla Nazionale (25 anni): fu infatti chiamato a sorpresa dall'allora C.T. Nick Mallett per la selezione degli Springbok alla Coppa del Mondo di rugby 1999 nel corso della quale Leonard disputò due incontri, le sue due uniche apparizioni internazionali, e si classificò al terzo posto.
Passato ai Bulls, si ritirò una prima volta nel 2005; tornato alla fine del 2006, vinse il Super 14 2007 e si ritirò l'anno successivo.
Divenuto allenatore, è dalla fine del 2010 il tecnico della mischia dei Griqualand West Griquas, squadra di Currie Cup.

## Palmarès
- Super Rugby: 1
Bulls: 2007
- Currie Cup: 3
Blue Bulls: 2002, 2003, 2004